# Gerichtsbezirk Hopfgarten
Der Gerichtsbezirk Hopfgarten war ein dem Bezirksgericht Hopfgarten unterstehender Gerichtsbezirk im politischen Bezirk Kitzbühel (Bundesland Tirol). Der Gerichtsbezirk wurde per 1. Juli 2002 aufgelassen und das zugehörige Gebiet dem Gerichtsbezirk Kitzbühel zugeschlagen.

## Geschichte
Der Gerichtsbezirk Hopfgarten wurde durch eine Kundmachung der Landes-Gerichts-Einführungs-Kommission aus dem Jahr 1849 geschaffen und umfasste ursprünglich die fünf Gemeinden Brixen, Hopfgarten, Itter, Kirchberg und Westendorf.
Der Gerichtsbezirk Hopfgarten bildete im Zuge der Trennung der politischen von der judikativen Verwaltung ab 1868 gemeinsam mit dem Gerichtsbezirk Kitzbühel den Bezirk Kitzbühel.
2002 wurde der Gerichtsbezirk Hopfgarten (zum selben Zeitpunkt mit dem Gerichtsbezirk Matrei in Osttirol) aufgelöst. Die Gemeinden des Gerichtsbezirks Hopfgarten wurden dem Gerichtsbezirk Kitzbühel zugeschlagen.

## Gerichtssprengel
Der Gerichtssprengel umfasste vor der Auflösung des Gerichtsbezirkes dieselben fünf Gemeinden wie 1849:
Brixen, Hopfgarten im Brixental, Itter, Kirchberg in Tirol und Westendorf.